# 九龍萬麗酒店
九龍萬麗酒店（英語：Renaissance Kowloon Hotel），原名新世界萬麗酒店、新世界大酒店，是香港一座酒店，位處九龍尖沙咀梳士巴利道22號，為一間五星級酒店，1979年開幕，酒店由萬豪酒店集團（Marriott）管理，是新世界中心的一部分。酒店於1991年曾進行大型翻新。2006年7月1日改為現名。由於新世界中心進行重建，在2月28日星期日晚上，有告別派對，酒店已於2010年3月1日中午停止運作。
酒店鄰近維多利亞港的海濱長廊、香港星光大道及新世界中心購物中心。
2008年夏季奧林匹克運動會聖火傳遞香港段，4月30日至5月1日聖火便擺放於此，成為香港首間曾有聖火擺放的酒店。

## 餐廳
- 港畔餐廳
- 閒敍廊
- 滿福樓
- 碧翠咖啡閣

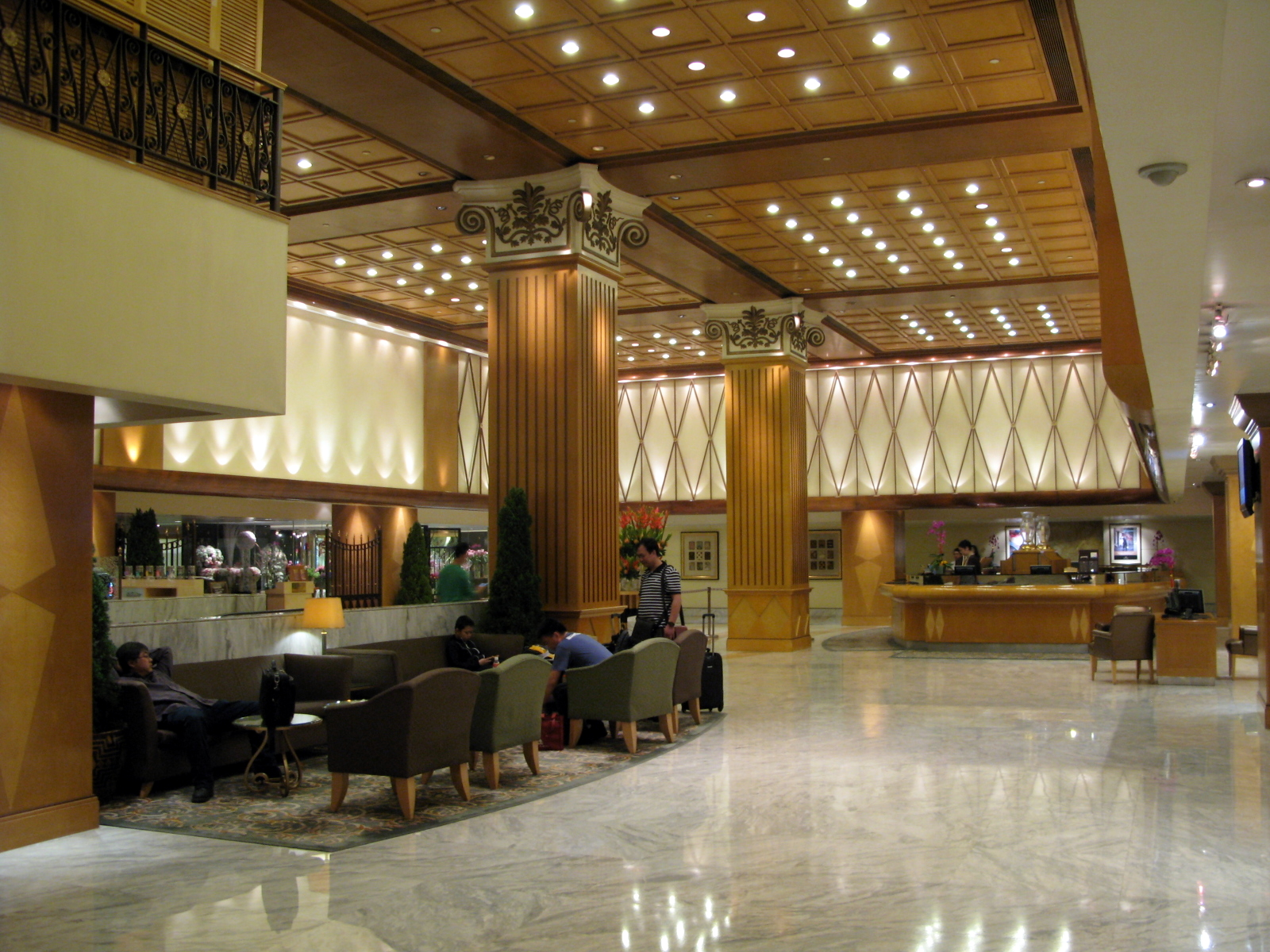
酒店大堂
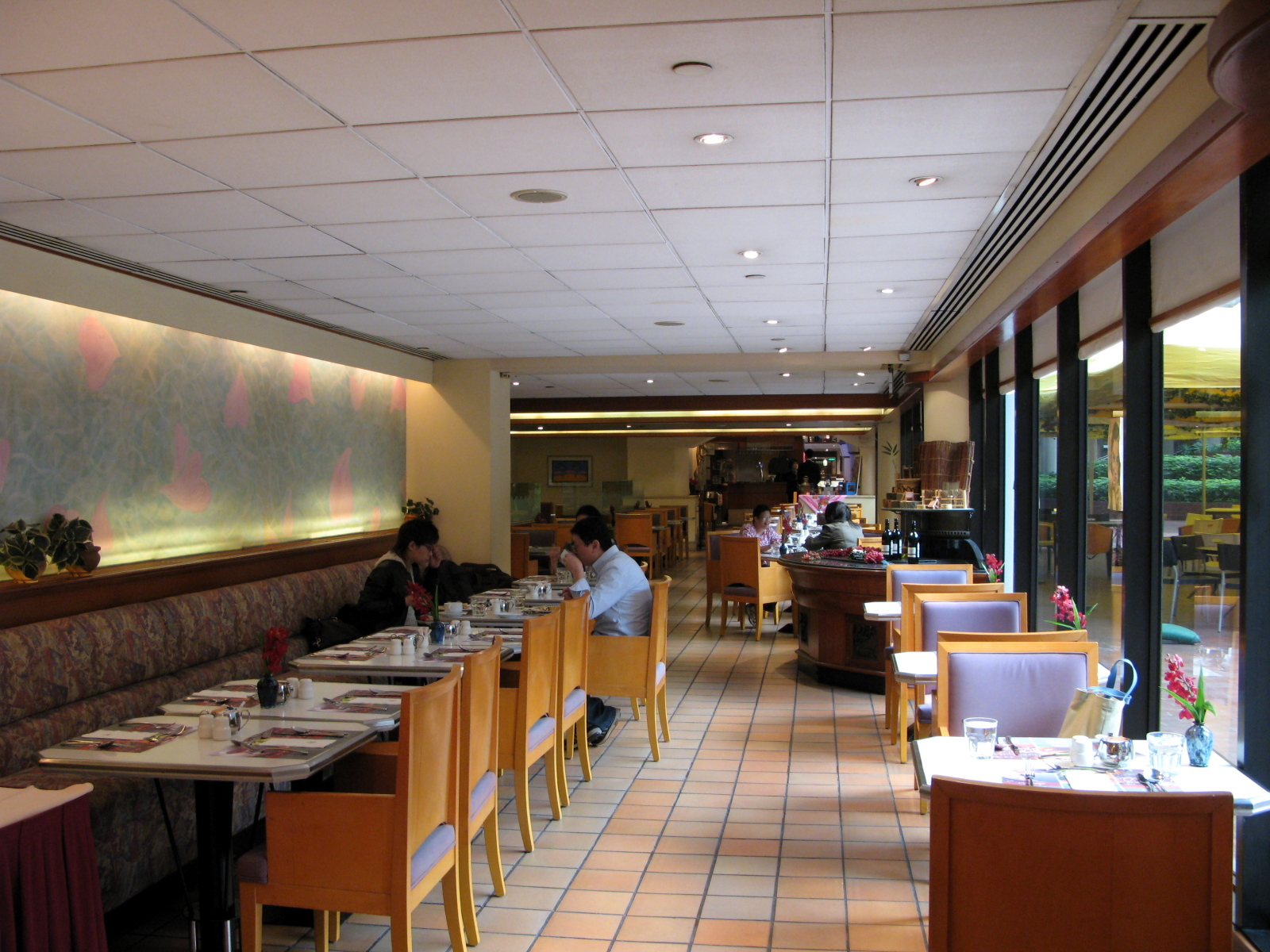
碧翠咖啡閣
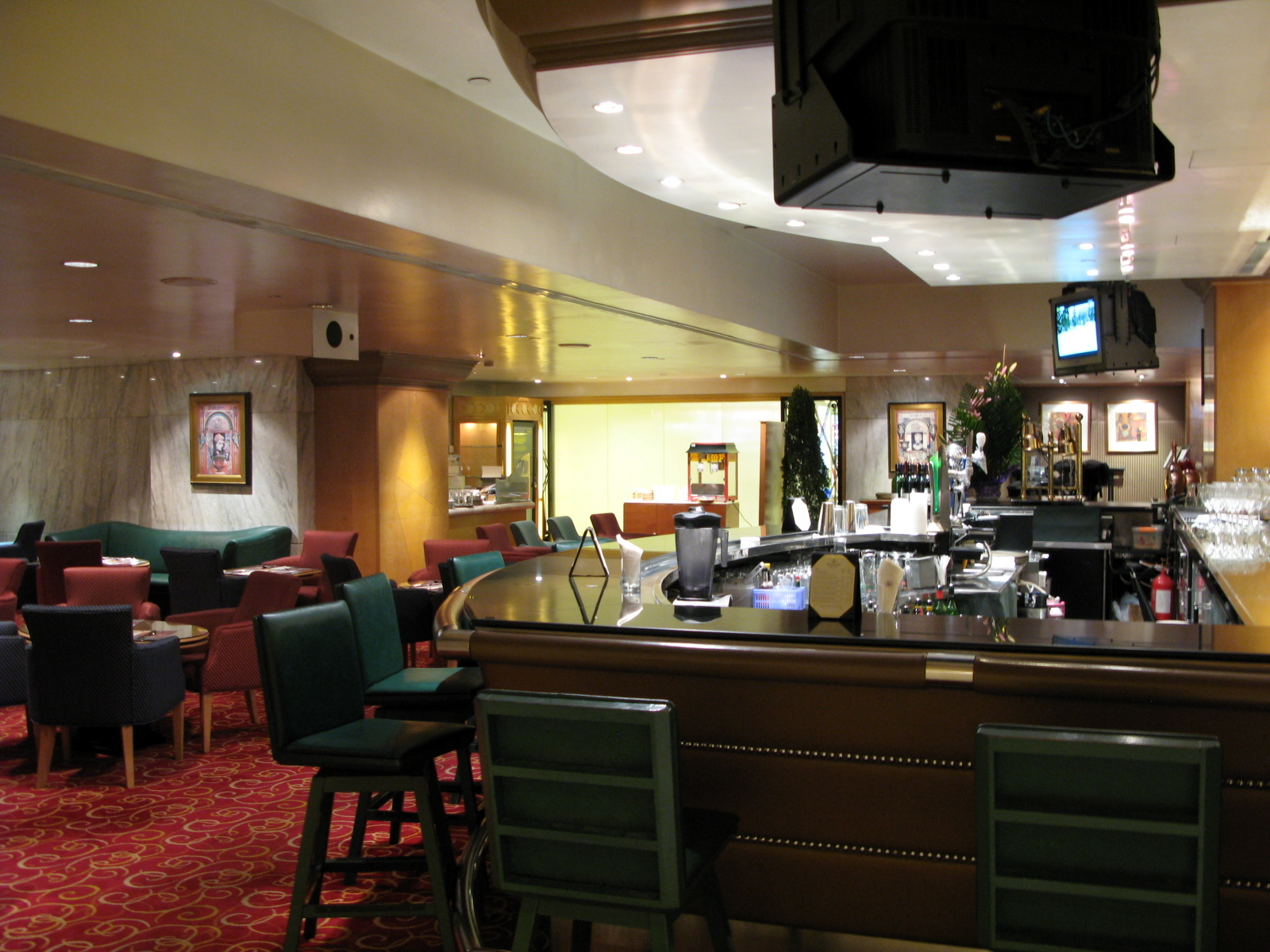
閒敍廊